# Константиновка (Золочевский район)
Константиновка (укр. Костянтинівка) — село, Удянский сельский совет, Золочевский район, Харьковская область, Украина.
Код КОАТУУ — 6322686002. Население по переписи 2001 года составляет 115 (55/60 м/ж) человек.

## Географическое положение
Село Константиновка находится на левом берегу реки Уды, выше по течению на расстоянии в 1 км расположено село Уды, ниже по течению на расстоянии 1 км - село Андреевка и в 3 км — село Снеги, на противоположном берегу — село Барановка.

## История
- Около 1700 — дата основания.
- В середине 19 века село также называлось Голопузовка.[1]
- В 1869 году в селе были кладбище и две ветряные мельницы.[1]